# Удо фон Оснабрюк
Удо фон Оснабрюк, често наричан също Удо фон Щайнфурт, (на немски: Udo von Osnabrück, Udo von Steinfurt; † 28/29 юни 1141) е епископ на Оснабрюк (1137 – 1141).

## Произход и упраление
Той е от фамилията на господарите на Щайнфурт, брат на Рудолф I († сл. 1136) и Лудолф I фон Щайнфурт († сл. 1147).
Преди да стане епископ той е пропст на „Св. Мориц“ в Хилдесхайм. Избран за епископ на Оснабрюк след Дитхард († 1137). Той вероятно е поддържан от Конрад III и присъства вероятно при избора му през 1138 г. в Кобленц и му остава верен.
През 1138 г. той е доказан в кралския двор в Кьолн и Бамберг, през 1139 г. в Гослар и 1140 г. във Вормс като свидетел на различни правни акти. Вероятно Удо помага в дворцовото събрание в Гослар при вземането на Баварското херцогство от Хайнрих Горди.
Удо започва със създаването на манастир Гертруденберг при Оснабрюк. Завършен е едва от последника му. По неговото време се започва строежа на двете кули на катедралата на Оснабрюк.
След него епископ става Филип фон Катценелнбоген († 1173).